# Liste der Naturdenkmale in Betteldorf
Die Liste der Naturdenkmale in Betteldorf nennt die im Gemeindegebiet von Betteldorf ausgewiesenen Naturdenkmale (Stand 4. Juni 2024).

## Naturdenkmale
| Nr.         | Bezeichnung | Lage                                                | Beschreibung                                               | Bild                                    |
| ----------- | ----------- | --------------------------------------------------- | ---------------------------------------------------------- | --------------------------------------- |
| ND-7233-055 | Hunnenstein | nördlich des Ortes; Abteilung Auf dem Lühblotz Lage | auch Hünenstein; Kalksteinblock, möglicherweise ein Menhir | Direkt Bild zu diesem Denkmal hochladen |